# Microtoestand
Een microtoestand is een welbepaalde toestand van een natuurkundig systeem waarin de interne vrijheidsgraden, zoals de positie en snelheid van elk deeltje, vastliggen. Elke verandering in één of meer van deze vrijheidsgraden leidt tot een andere microtoestand van het systeem.
Een macrotoestand daarentegen hangt enkel af van de macroscopische variabelen van het systeem, zoals temperatuur, volume, druk of deeltjesaantal. Met elke realistische macrotoestand corresponderen zeer veel microtoestanden. Bijvoorbeeld, de druk die een gas uitoefent op een wand hangt niet af van de specifieke snelheid van elk deeltje, enkel van de algemene statistische verdeling van de snelheden.